# Тіктік: Хроніки Асванга
«Тіктік: Хроніки Асванга» (англ. Tiktik: The Aswang Chronicles) — філіппінський пригодницький бойовик із елементами комедії та фільму жахів 2012 року. Сценарист і режисер фільму — Ерік Матті. У фільмі зіграли Діндон Дантес (який був співпродюсером фільму під керівництвом AgostoDos Pictures), Лові По, Джої Маркес, Джаніс де Белен і Рой Вінзон. Це перший філіппінський повнометражний фільм, що повністю знятим на хромакеї. Фільм отримав змішані або позитивні відгуки від критиків, які хвалили його візуальні ефекти, критикуючи сюжет. У 2014 році вийшло продовження фільму «Кубот: Хроніки Асванга 2», режисером якого також став Матті.

## Сюжет
Макой, зарозумілий і невихований плейбой з Маніли, їде до провінційного містечка Пулупандан, щоб помиритися зі своєю вагітною дівчиною Сонею. Мати Соні, Фелі, дуже незадоволена його приїздом і одразу ж просить його піти геть. Соня також просить його піти, маючи намір розірвати їхні стосунки і виховувати дитину самостійно. Макой дзвонить одному зі своїх друзів у Манілу з сусідньої крамниці і переконує його зробити ще одну спробу примирення. Власник крамниці, Пейсінг, розповідає про минуле Соні.
Макой повертається додому, і батько Соні, Нестор, зустрічає його більш привітно. Він запрошує Макоя на святкування дня народження Соні наступного дня і просить його допомогти купити продукти разом з їхнім помічником по господарству Бартом. На міському ринку Барт пропонує купити свиню у свого кузена Рінго, який, за його словами, може зробити їм знижку. Нестор і Макой вирушають до наступного міста, щоб зустрітися з Рінго.
Їх переслідує група з чотирьох бешкетників на чолі з Кулотом. Їх рятує батько Кулота, Рінго, який на їхніх очах сварить сина. Він також відмовляється дати їм знижку, і Макой переконує Нестора повернутися до Пулупандану. Однак, коли вони виходять, Кулот дізнається, що Соня вагітна, і пропонує продати їм свиню за значно нижчою ціною. Хоча Нестор вагається, Макой вирішує купити її. Однак під час самої угоди, яку завершують Гільда, Кулас і Мутя, Кулота немає.
Нестор запрошує Макоя переночувати у нього вдома. Макой знову намагається помиритися з Сонею, хоча і Соня, і Фелі дають відсіч його спробам. Макой, Нестор і Барт вирішують випити після вечері. Пізніше Макой і Нестор чують дивні звуки, що нагадують Нестору розповіді про тіктіків — різновид асвангів. Вони з Макоєм повертаються до будинку. Тим часом свиня, як з'ясовується пізніше, виявилася тіктіком, нападає на Соню, поки та спить. Вона кричить, і Макой та Нестор поспішають на допомогу. Макой вбиває істоту, яка після смерті перетворюється на Кулота. Барт впізнає Кулота, оскільки той є його племінником. Це змушує Макоя звинуватити Барта в тому, що він теж асванг, і зв'язати його.
Рінго, на свій превеликий жаль, дізнається про план Кулота. Після того, як Кулот не повертається, він відправляє Куласа і Седрика на розслідування. Дізнавшись про долю Кулота, він вступає в конфронтацію з людьми, розкриваючи їхній статус тіктіків. Він вимагає обміну — ненароджену дитину Макоя за те, що вони не нападуть на сім'ю Нестора. Той відмовляється, що викликає напад асвангів. Макой бере Барта в заручники і від'їжджає, щоб їх відволікти.
Макой і Барт їдуть на військовий блокпост на околиці міста, шукаючи допомоги. Рінго та інші знову перетворюються на людей, і солдати відступають, оскільки Рінго їм знайомий. Рінго звинувачує Макоя в тому, що він поранив Барта. Побачивши, що Барт все ще зв'язаний, солдати переключають свою увагу на Макоя, але потрапляють у засідку Рінго та його групи, які їх знищують. Макой і Барт беруть військову машину і врізаються в Куласа, вбиваючи його, а потім біжать назад до будинку Нестора. Люди засипають вікна і двері будинку зубчиками часнику і сіллю — речовинами, які, за повір'ям, відлякують асвангів, щоб запобігти проникненню тіктіків всередину.
Під час протистояння Рекс і його син Авель приходять до будинку Нестора, щоб доставити речі, які він купив у них на першому базарі. Побачивши на порозі Нестора мертвого Кулота, Рекс не наважується увійти, незважаючи на вмовляння Нестора і Макоя. З'являються тіктіки, що нападають, вбиваючи Рекса, хоча Макой встигає врятувати Абеля. Рінго доручає Хільді та Седрику знайти точку входу. Їм вдається пролізти через вікно, в якому не було ні зубчика часнику, ні солі. Седрик нападає на Фелі, а Гільда — на Соню, у якої почалися перейми. Макой приходить на допомогу Соні і вбиває Хільду, а розлючений Нестор вбиває Седрика, який смертельно поранив Фелі.
Несподівано з'являється нова група на чолі зі старшим Татангом. Рінго просить вибачення за смертельні дії асвангів, але Татанг його вбиває. Татанг вибачається перед людьми за напад, але заявляє, що все одно мусить убити їх усіх, щоб їхня присутність не стала відомою решті мешканців міста. Він підсилює своїх родичів, роблячи їх менш сприйнятливими до часникових зубчиків і солі, що дозволяє їм повільно проникати в усі будинки.
Макой переконує скорботного Нестора допомогти йому вивезти Соню в безпечне місце і просить його приєднатися до нього в Манілі, коли все буде сказано і зроблено. Він звертається до Нестора «тато», що, в свою чергу, переконує Соню прийняти примирення Макоя. Барт розповідає, що був смертельно поранений під час їхньої втечі з блокпоста, і вирішує відволікти на себе увагу нападників, поки Нестор, Макой, Соня і Абель тихо вислизають через чорний хід. Його вбивають, підірвавши коктейлі Молотова, прихопивши з собою частину асаунів.
Люди шукають притулку в крамниці Пейсінг. Вона дає Макоєві пару батогів з хвоста ската, які, як кажуть, є найпотужнішою зброєю проти асвангів, і допомагає прийняти пологи у Соні. Новонароджену дівчинку вони називають Маккі. Соня, Пейсінг і Маккі вирушають до соляної ферми за магазином, а Нестор, Макой і Абель протистоять тіктікам. Тим часом Татанг вистежує Маккі. Він перетворюється на крилатого асванга і хоче її схопити. Однак Соня кидає в нього сіль, а Макой б'є Татанга батогом. Соня встигає зловити Маккі, коли Татанг гине. Після цього вони вирішують здійснити попередній план Макоя — переїхати до Маніли.

## Акторський склад
- Діндон Дантес — Макой
- Лові По — Соня
- Джої Маркес — Нестор
- Джаніс де Белен — Фелі
- Рой Вінзон — Татанг
- Ел Джі Рейес — Гільда
- Рамон Баутіста — Барт
- Майк Гайосо — Рінго
- Ріна Рейес — Пейсінг
- Ролдан Акіно — капітан Реньє Регаладо
- Ян Харлі Лікана — Авель
- Дуайт Гастон — Рекс
- Кріс Пастор — Мутя
- Р. Дж. Сальвадор — Кулот
- Джефф Фернандес — Кулас
- Монтіто Альмаріо — Седрик

## Сприйняття

### Критичний прийом
Філберт Ортіс Дай з ClickTheCity.com оцінив фільм на 4,5 з 5. Він сказав: «„Тіктік: Хроніки Асванга“ — це дуже весело. Це, мабуть, найкращий спосіб описати його […] Фільм розповідає про темні, жорстокі місця і просить людей сміятися разом з ним. Це справді унікальне бачення, яке люди дійсно повинні побачити. Фільм робить все це з іронією, з культурною сатирою, що проходить крізь, здавалося б, нескінченний хаос. І йому все ж вдається розповісти досить пристойну історію, з персонажами, які здаються виразно знайомими, що живуть у домашньому середовищі, яке здається напрочуд правдивим […] Дінгдонг Дантес справді винятковий у ролях, які вимагають більшої гостроти. Він перевершує себе у відстороненості, у більшій впевненості, ніж людина повинна мати в розумних межах. Фільм чудово використовує особливі таланти Дантеса, і це дуже приємне видовище».
Антон Умалі з FHM Philippines також позитивно оцінив фільм. Він сказав: «Якщо ви очікуєте звичайний фільм жахів, який налякає вас зміною настрою або за допомогою передбачуваної послідовності гулатів, то це не той фільм, який вам потрібен. „Тіктік“ — веселий і свіжий фільм, який адаптує більше методів „ґріндгауза“, як-от надмірне насильство, щоб підвищити рівень розваг. І якщо ви не будете сміятися на виході з кінотеатру або не будете зворушені усвідомленням схильності пінойців до емоцій, ви, ймовірно, будете несамовиті, щоб покалічити, понівечити і відшмагати якогось асванга […] це ультрасучасний крок у правильному напрямку для місцевого мейнстрімного кінематографа». Ніл Рара дав фільму 9 балів із 10, заявивши, що «…це шедевр, який вартий особливого місця в рядах художньо створених філіппінських фільмів». Далі він зазначив: «Саме початкові титри та назва, які були повністю 3D-анімацією, були гідні похвали[…]Операторська робота фільму чудова, типова для фільму Еріка Матті. Кожна сцена здавалася ретельно знятою і кожен кадр Здавалося, що це був добре створений фільм із хорошим балансом форми та змісту того, що бажав досягти, він, тим не менш, встановив стандарти, за якими будуть оцінюватися всі майбутні фільми, які намагатимуться стати високотехнологічними».
Ріан Хілл Соріано з Business World високо оцінила фільм, заявивши: «„Тіктік: Хроніки Асванга“ є унікальним філіппінським за своїм баченням і презентацією. Усвідомлюючи свої сильні та слабкі сторони, він відповідно обходить свої ресурси. Проголошуючи, що це перший філіппінський фільм, який бути повністю знятий на зеленому екрані, він змішує елементи бойовика, комедії та жахів, щоб зіставити стару чутливість легенда aswang у сучасному стилі». Дженніфер Дугена з Philippine Entertainment Portal також дала позитивну рецензію фільму. Вона заявила: «[Тіктік] виглядає як комікс, створений для великого екрану, завдяки кадрам, розділеним на кілька панелей, і вишукано скомпонованим сценам з кольорами і налаштуваннями, які, здається, намальовані для досягнення моторошної грубості […] фільм може похвалитися приголомшливими візуальними ефектами і тлом, натхненним графічним романом, що випромінює відчуття передчуття. Філіппінські глядачі ще ніколи не бачили, щоб місцеві спецефекти досягали такого рівня зрілості». Далі вона заявила: «Технічно фільм чудовий за формою. Сюжет досить простий, але він невпинно цікавий[…] він поєднує сучасні жанри розваг, щоб створити фільм, який прагне бути на рівні з Голлівудським. стандарти».
Рецензія від Pisara дала фільму 3,5 з 5. У рецензії сказано: «…хороші візуальні ефекти не означають автоматично „чудовий фільм“. Хоча дивитися на „Тіктік“ чудово, він все ще потребує допомоги з оповіданням. Кілька проблем пронизують фільм: слабкі персонажі та кілька сцен, які суперечать логіці». Однак він також зазначив: «…кільком акторам слід віддати похвалу. Головні актори Діндон Дантес, Лові По, Дженіс де Белен і Джої Маркес створюють правдоподібний ансамбль[…]Це не ідеальний фільм, але він приємний і візуальні ефекти привабливі для перегляду».

### Каса
Фільм показали в 105 кінотеатрах Філіппін. У перший же день фільм зібрав 10 мільйонів песо. Фільм дебютував під номером 2 у касових зборах Філіппін після іншого філіппінського фільму «Цей хлопець закоханий у тебе, Маре», який показувався другий тиждень.

### Міжнародний випуск
Одна з головних зірок, Діндон Дантес, натякнув у телевізійному шоу Party Pilipinas, що фільм справді покажуть на міжнародному рівні, хоча ні керівництво GMA Network, ні його партнер з дистрибуції Freestyle Releasing, ні самі зірки не підтвердили того, де саме планується показ фільму. Проте Діндон натякнув, що він, швидше за все, відбудеться на кінофестивалях спочатку перед розповсюдженням у Північній Америці, на Близькому Сході та в Азійсько-Тихоокеанському регіоні. Але поки нічого не зроблено.

### Подяки
- 10-а премія «Золотий екран».
  - Переможець у номінації «Найкращі візуальні/спеціальні ефекти»: Дейв Ю
- 29-а церемонія вручення кінопремій PMPC Star Awards
  - Переможець у номінації «Звукооператор року»: Корін де Сан-Хосе, Дітой Агіла
  - Лауреат найкращої жіночої ролі другого плану: Дженіс де Белен.

## Продовження
На початку 2014 року Ерік Матті оголосив, що Мітіко Ямамото напише сценарій для другого фільму. Він буде називатися «Кубот: Хроніки Асванга». 25 жовтня 2014 року вийшов тизер-трейлер. Діндон Дантес і Джої Маркес збираються повторити свої ролі Макоя та Нестора. У фільмі знявся новий акторський склад: Ізабель Даса, Елізабет Оропеса, Джерон Тенг, Кей Сі Монтеро та Абра. Рамон Баутіста, який зіграв Барта в першому фільмі, зіграє в продовженні нового героя. «Кубот: Хроніки Асванга» — одна з офіційних заявок на кінофестиваль Metro Manila Film Festival 2014.